# Тафья
Тафья́ (из тур. takja «шапка», от араб. ṭāḳijа‎) — маленькая плоская и круглая шапочка, плотно закрывающая макушку головы — подобие тюбетейки или ермолки, которую носили в старину (обычно под шапкой).
Иногда подразумевается, что тафья — сугубо русский мужской домашний головной убор привилегированных сословий. Регулярно упоминается в летописях с XVI века. Этот головной убор был заимствован у тюркских народов, произошёл от азиатской тюбетейки. Сейчас у казахов есть головной убор «такия», по-русски называемая тюбетейкой.

## Некоторые из источников упоминания слова Тафья
Значение слова «Тафья» в толковом словаре Даля.
ТАФЬЯ — ж. ша́почка, род скуфьи, ермолка, еломок, тюбетейка. на государе была тафья. выходн. книг. ЦАРЬ дал опричникам тафьи, карамзин.

Историк И. Е. Забелин в своей работе ([2], ч.2, с.462-463) указывает:
«По порядку первый головной убор составляла ТАФЬЯ, круглая шапочка, плотно покрывавшая голову по маковке, или по темени, род скуфьи… Наша тафья по всему вероятию зашла к нам от татар, хотя поселилась ТОЛЬКО В ВЕРХНЕМ ПЕРЕДОВОМ ЗНАТНОМ И БОГАТОМ СОСЛОВИИ, главное по тому обстоятельству, что это сословие у татар же взяло обычай стричь свои волосы, как говорит Флетчер, плотно до самой кожи, а знатные бояре, говорит Олеарий, брили головы и считали это украшением. Голая голова, конечно, требовала необходимого покрытия, каким и явилась ТАФЬЯ, по-татарски ТАКИЯ».
«Тафья в наряде очень господствовала в XVI ст., когда любил носить её и царь Иван Вас. Грозный и когда дело дошло до того, что в тафьях стали входить и в церковь и стояли на богослужении, что строго было воспрещено правилами Стоглавого Собора».
«В домашнем обиходе носили тафью без особых украшений, но на выходах, красуясь перед людьми, её богато убирали золотным шитьем, унизывали крупным жемчугом и дорогими каменьями».

«В царском обиходе в XVII ст. тафью носил только царь Михаил Фед. и то только до 1637 г. У него было четыре тафьи… У царя Алексея Мих. как и у царя Федора Ал. в их выходах мы её не находим, след. они не носили её, и если она сохранялась в их Казнах, КАК ЭТО ВИДНО ИЗ ОПИСЕЙ, то, по-видимому, сохранялась как отцовское наследство, или же сшивалась для каких либо случайных целей домашней потребности. В 1634 г. … младенцу, двухмесячной Софье Мих. была сшита тафья из червчатого бархата, конечно для целей охранения здоровья дитяти. Для таких целей сшивались тафьи и для возрастных государей. У царя Федора Алекс. упоминаются две тафьи… изготовленные по всему вероятию для охраны… его слабого здоровья»